# Down by the River Thames
Down by the River Thames es el segundo álbum en vivo del cantante y compositor británico Liam Gallagher, fue lanzado el 27 de mayo de 2022 por Warner Records, el mismo día que Gallagher lanzó su tercer álbum de estudio C'mon You Know. Es una grabación de audio de la transmisión en vivo del concierto de Gallagher del 5 de diciembre de 2020 en una barcaza que viaja por el río Támesis. En ese momento, los conciertos en arenas y otros lugares estaban prohibidos debido a los cierres de COVID-19.

## Lista de canciones
| N.º | Título                   | Duración |  |
| 1.  | «Hello»                  | 3:08     |  |
| 2.  | «Wall of Glass»          | 3:37     |  |
| 3.  | «Halo»                   | 4:07     |  |
| 4.  | «Shockwave»              | 3:28     |  |
| 5.  | «Columbia»               | 4:42     |  |
| 6.  | «Fade Away»              | 4:11     |  |
| 7.  | «Why Me? Why Not.»       | 3:32     |  |
| 8.  | «Greedy Soul»            | 3:46     |  |
| 9.  | «The River»              | 3:15     |  |
| 10. | «Once»                   | 3:33     |  |
| 11. | «Morning Glory»          | 4:25     |  |
| 12. | «Cigarettes & Alcohol»   | 4:12     |  |
| 13. | «Headshrinker»           | 4:47     |  |
| 14. | «Supersonic»             | 4:57     |  |
| 15. | «Champagne Supernova»    | 3:58     |  |
| 16. | «All You're Dreaming Of» | 3:36     |  |